# طاش 11 (مسلسل)
طاش ما طاش 11 هو مسلسل كوميدي سعودي من إنتاج التلفزيون السعودي 
وبدأ عرضه في 1 رمضان 1424 هـ الموافق 27 أكتوبر 2003.

## فريق الممثلين
من بطولة الممثلون:
- عبد الله السدحان
- ناصر القصبي

تأليف عبد الله السدحان وناصر القصبي وإخراج عبد الخالق الغانم.